# 振興五倍券

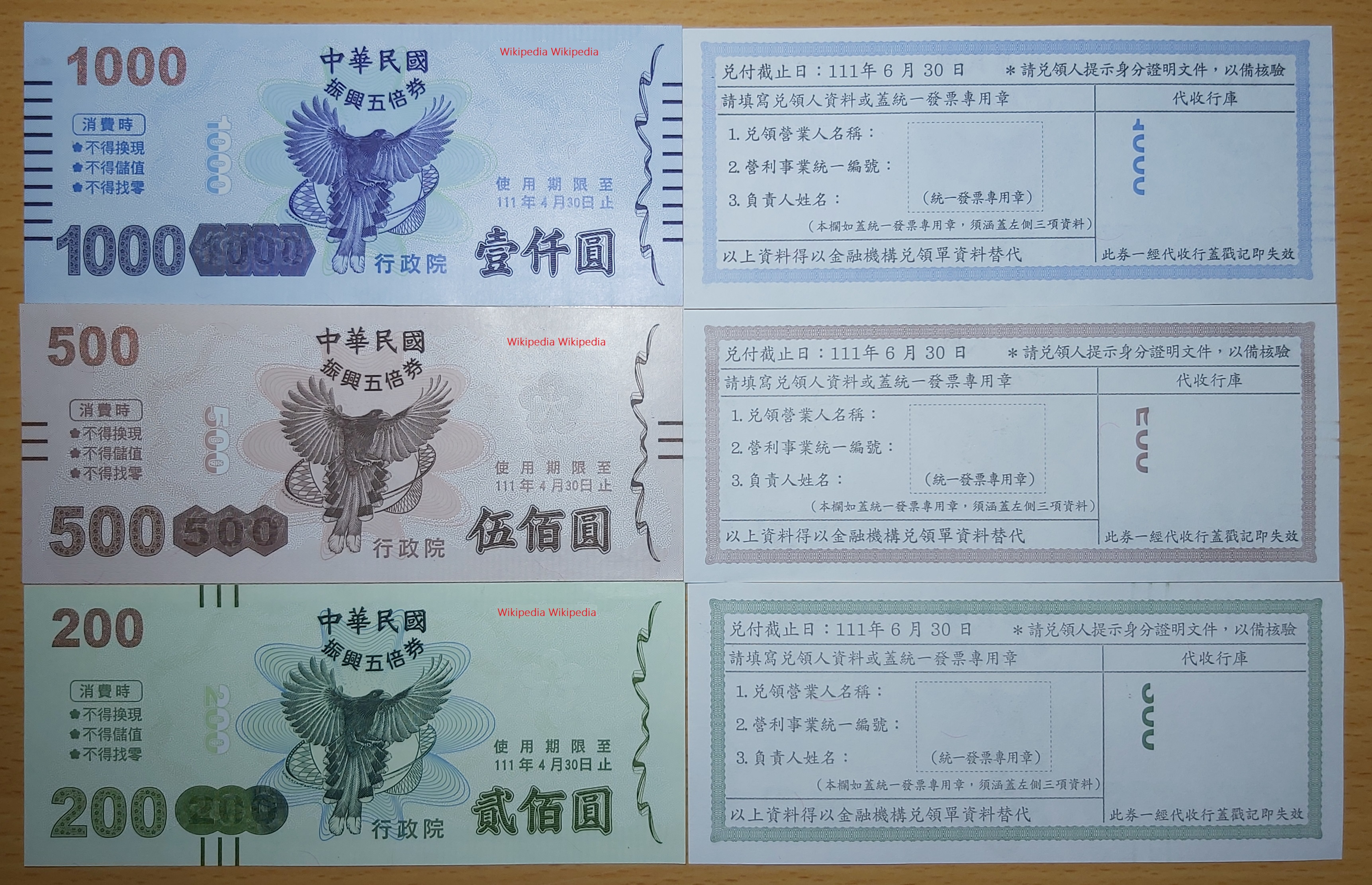
振興五倍券的正面及背面，由上而下分別為1000、500、200面額，每張尺寸5.5公分乘以13公分，正面圖像為飛翔的臺灣藍鵲。

振興五倍券，通稱五倍券，是中華民國政府針對2021年5月突爆發的嚴重特殊傳染性肺炎臺灣疫情造成臺灣全面的經濟停滯與產業衰弱，為了刺激財政所推出的對應政策。於2021年10月上旬起，分兩批開始供中華民國國民、外籍配偶、持中華民國永久居留證者、外交官員證者受理申請與領取使用，使用期限至2022年4月底。
五倍券名稱延續2020年「三倍券」，因三倍券原先規劃採民眾自付1,000元新台幣換取3,000元額度，考慮經濟受影響的程度之後，計劃在2021年追加五倍額度的使用券而得名。而後政府決定補助自付款，民眾原先需自付的1,000元改由政府吸收，相當於每人享有5,000元新台幣的額度，雖然這樣就沒有原先1,000元變五倍的效果，但民眾對此名稱已熟悉，而仍保留五倍券之名稱不變。
依人口計算，所需預算為新台幣1,150億元以上，與20多億的印製發放費用。免費發放被外界視為一種「消費券」的型態，對此行政院解釋，與所謂消費券相比並不一樣，認為五倍券仍是加倍拉動效應的意味，強調具有好領、好用與好刺激三大不同。但本質上和消費券並無不同。紙本振興五倍券規劃為可重複循環流通，店家等經營者能以振興五倍券進貨或採購原料，也能於使用期限與範圍內重複轉手使用，由此活絡經濟，並幫助小商家、小攤商的生意。

## 規劃歷程

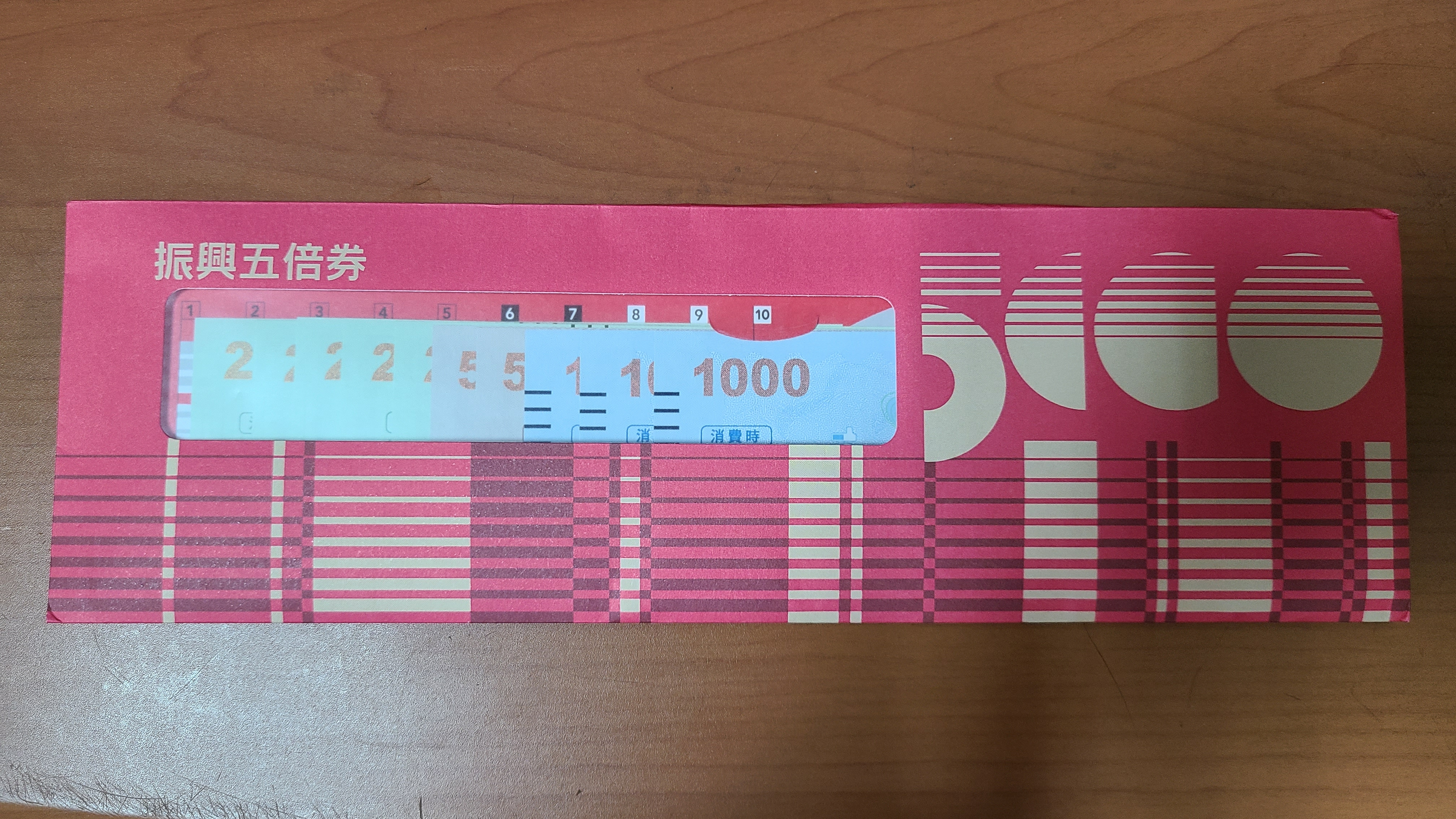
紙本未拆封的振興五倍券，此次內容改用紙套方式固定。

### 2021年7月
在因應本土爆發的背景之下，出現疫情逐漸受控，而要再次發放補助的風聲，並已於行政院做可行性研議，利用去年的振興券模式，提案之金額則為五倍。

### 2021年8月
5日，行政院公布，表示「此次的振興五倍券規劃將比照去年振興三倍券，形式也同樣規劃為數位與紙本。」
11日，為減少實體五倍券的印刷成本與提升數位券領取率，行政院政務委員唐鳳預計將研發「五倍券APP」供民眾下載。屆時的數位券將如「電子折價券」形式呈現。
13日，行政院長蘇貞昌表示，此次實體五倍券免負擔的族群有中低收入戶、弱勢族群與領取紓困4.0補助的民眾，合計加總後約為中華民國台灣地區總人口數的一半，為了避免產生社會紛擾與提高行政成本，因次將於2021年8月16日再行討論是否要免除全台灣地區人民領取五倍券所需負擔的1,000元。
16日，行政院定案振興五倍券民眾不必支付1,000元，改由政府直接發放5,000元代券。行政院政務委員唐鳳所研發的「五倍券APP」預計除了以「電子折價券」形式呈現外，亦規劃採「獨立條碼（QR Code）」、「獨立帳戶」，以利辨識為振興券消費。
19日，行政院發言人羅秉成表示，若發放新台幣1,000多億元的現金，也需一定的印製成本，且成本不一定比發放振興券低。
20日，國民黨立委鄭麗文指出，發放現金無需印製鈔票，只需直接匯款到人民戶頭即可。並表示本次也將由行政院政務委員唐鳳來研發「五倍券APP」，但去年三倍券早已經有數位券，提領比例卻只有7%，今年行政院竟還要把有限的預算，花在研發用完之後就立馬報廢的五倍券APP上。
五倍券一套10張，3張1,000元、2張500元、5張200元無法找零。
25日，配合五倍振興經濟，今年藝FUN券、動滋券、客庄券、農遊券將再次回歸。本次也將由行政院政務委員唐鳳負責統籌相關平台。
26日，國發會表示今年振興措施有三大特色，分別為額度加碼、強化數位、助小商家，在強化數位方面，將提高誘因鼓勵民眾領取數位券。並且唐鳳表示目前振興券規劃9月下旬開放登記，10月初就可領取，並將推出「家戶綁定」做法，讓一家人的振興券能集中於同一帳戶，最高一可綁定5份，但尚未定案。

### 2021年9月
9日，本日招開「振興方案記者會」，公布振興五倍券細節數位、紙本券將在9月下旬開始登記，10月8日即可開始消費。另外政委唐鳳說明，去年三倍券數位綁定只能一人，今年則推出共同綁定，一台手機最多可綁5人。並且政委唐鳳表示，此次五倍券在消費時可驗證確實綁定數位券以及額度。
紙本分超商、郵局兩管道領：
超商領紙本者，自9月25日起預約，可上五倍券官方網站或超商Kiosk，插入健保卡進行身分認證資格檢核，10月8日起領用。
郵局領紙本者，自10月4日起預約，中華郵政預約網頁，輸入身分證字號及手機號碼，進行身分認證資格檢核或電話預約由服務人員協助預約，10月12日起領用。
15日，唐鳳指出振興五倍券官網於今日正式上線，並講解相關操作與綁定問題。
21日，經濟部釋出五倍券綁定教學影片，內容由行政院政務委員唐鳳化身數位寶貝「唐鳳獸」，講解綁定三步驟。
22日，上午9點開放五倍券數位綁定，且前400萬名數位綁定者可獲贈免抽籤限量400萬名的經濟部「好食券」。
25日，上午9點開放五倍券紙本超商預訂，可透過官網、四大超商預購。

### 2021年10月
4日，上午9點開放五倍券紙本郵局預約，可透過官網、電話預約。

## 使用範圍與期限
振興五倍券的使用範圍，以受到衝擊最深的實體店家和小商販為主，另外有條件開放電商與外送白名單。

### 適用
台湾境内實體店家、攤商皆可使用，包括餐飲、電信、百貨、零售、夜市、婚宴、書店、演唱會、體育賽事、旅遊與藝文業等，另外學費、學雜費、補習費，同時適用台湾境内電商。

### 不適用
水費、電費、罰金、勞保費、健保費、國民年金、保險費、台湾以外電商、股票、繳稅、行政規費、菸品、信用卡費、禮券、儲值。使用期限2021年10月8日到2022年4月30日。

## 發放模式
五倍券的發放模式原先規畫為將比照2020年振興三倍券實體(紙本券)、數位進行。實體方式五倍券一套10張，3張1,000元、2張500元、5張200元無法找零。
以現金1,000元換取振興券5,000元，是「五倍券」名稱的起源。而針對中低收入戶、弱勢族群與領取紓困4.0補助的民眾，則會額外發放一筆等值新台幣1,000元的金額（該金額會被註記只能用來兌領振興券）至指定民眾的金融帳戶，讓他們直接兌領。
但後來經過討論與多位立法委員提議，並考量受疫情衝擊，許多家庭是突然遇到從有收入到連1,000元的餘錢也付不出來的特殊狀態後，行政院長蘇貞昌於2021年8月13日表示，全台灣不須負擔1,000元的民眾將超過1,000萬人，大約等於台灣人口數的一半。之後，為了避免產生社會紛擾、比較心態與行政成本提高，因此需再行討論是否要免除全台民眾領取振興券所需負擔的1,000元，8月16日上午決議從善如流，改為全民免費領取。。
行政院表示，以發放振興五倍券而不是發放現金的目的，是避免發放現金之後被儲蓄起來，以消費活絡經濟的效果就會被減弱，並鼓勵地方政府與商家推出相關加倍、加碼、優惠以吸引生意，進一步刺激消費，但仍有可能產生「消費替代」（即使用振興券替代現金作原先就有的日常消費，而將現金儲蓄起來，失去以振興券消費活絡經濟的效果）效應的情形，振興五倍券會設計排除特定項目的消費，並規定不找零、排除儲值商品與遞延性商品，也是在於減緩「消費替代」的效應。

## 發放時間
數位券：9月22日開放綁定，10月8日即開放使用。紙本券：超商預訂：9月25日開放預訂，10月8日即開放領取；郵局預約，10月4日起預約，10月12日起開放領用。
可在官網進行8種振興券的「一站式登記」，抽籤的7種振興券每天有一到二種輪流登場抽籤，將持續抽籤4周。
針對加碼券中籤公告時程，官網10:30抽籤的中籤名單，會在當天17:00公告並發送中籤簡訊；15:30抽籤的中籤名單，會在隔天8:30公告並發送中籤簡訊。

## 評論

### 正面看法
2021年8月7日，行政院長蘇貞昌表示，使用振興券比發放現金好，不僅使用期限有所限制，且受疫情影響之產業也可受惠，同時地方政府也會加碼，不同的商家更提出不同的折扣活動。
行政院長蘇貞昌表示，振興五倍券就是限期使用的現金，還會「長高長胖」，也就是搭配地方政府與商家的優惠加碼方案，讓振興五倍券的價值更好。

### 負面看法
2021年8月3日，臺北市議員王世堅表示，此次疫情全台2,300萬人受到影響，政府應發放現金讓民眾紓困，而非擔心人民將錢拿去存起來或是反過來指導人民該怎麼做。同時呼籲高所得者不要領，並建議行政院政務委員唐鳳可以設計一個程式來激發出社會的善良，而非人性爭鬥。9月中旬，他在錄製《新聞大白話》節目中再度批評：「行政院長不是康樂股長，台灣人要怎麼吃喝玩樂過基本生活不用你教，5倍券已爭論這麼久了就趕快發一發，但其它各部會什麼動滋券、藝FUN券、農遊券等一堆券，變成是各部會為搭配5倍券隨之起舞，大家一起玩、一直玩、一路玩，等於大家天天在抽獎，我覺得很莫名其妙」等語，認為過於複雜會影響政府的正常機能。
2021年8月9日，中華大學兼任講座教授杜紫宸表示一家五口，五倍券僅能支出日常開支，對台灣經濟發展並不會有額外貢獻。

## 偽券
- 2021年10月8日發放五倍券，當天出現國內首起偽造五倍券案件，高雄市24歲洪姓男子利用「彩色影印機」進行複印，然後拿到一家牛排店消費，店員當場覺得有異，報警處理，洪姓男子表示因為家中經濟狀況不佳，才動歪腦筋想把五倍券「翻倍」使用。偵訊後依違反刑法意圖供使用偽造有價證券罪移送，將面臨將面臨處三年以上十年以下有期徒刑，得併科九萬元以下罰金的刑責。10月26日高雄地檢署依「偽造有價證券罪」起訴（偽造有價證券刑度較高，吸收行使偽造有價證券）。[23]
- 2021年10月16日雲林縣斗南鎮加油站2張面額500元彩色影印偽造5倍券，雲林地檢、警方循線查獲48歲楊姓、34歲陳姓2名嫌犯，並於楊嫌住處起出偽造5倍振興券2張、筆電、彩色印表機等證物，偵訊後依偽造文書、偽造有價證券、詐欺、毒品、槍砲等罪嫌向法院聲押獲准。[24]

## 網站爭議
2021年10月9日，振興五倍券的官方網站 （页面存档备份，存于）發出了系統維護公告，然而卻於其內文使用中國用語「質量」而非臺灣慣用用法「品質」。而後亦被發現網站前端部分程式碼含有簡體中文註解，係參考自中國CSDN網站的內容，引發議論。

公告全文
《系統維護公告》
為提供更好的服務質量，我們將於 2021 年 10 月 10 日上午 0:00 - 1:00 (UTC +8) 進行系統升級。
以下服務將暫時受到影響：
1. 數位五倍券–個人綁定服務
2. 數位標章–民眾與店家查詢服務
3. 加碼券登記服務
4. 查詢服務

謝謝您的理解與支持！
隔日，中華民國經濟部澄清該網站並非由唐鳳政務委員操作，該疏失為負責建置營運的關貿網路公司造成的，亦無外包業務給中國公司的疑慮。

## 外部連結
- （繁體中文） 振興五倍券 （页面存档备份，存于）